# ОШ „Хајдук Вељко” Корбово
ОШ „Хајдук Вељко” у Корбову наставља традицију прве школе отворене школске 1845/46. године. Први учитељ је био Ивко Милошевић из Десине.

## Историјат
Према подацима из школског летописа, школа је нередовно радила и да је 1902. године порушена стара школска зграда и исте године подигнута је нова, која се и дан данас налази на истом плацу. За време Првог светског рата школа није радила, да би наствила са радом 1919. године. У периоду од 1919. до 1941. године школа је непрекидно радила да би за време Другог светског рата радила повремено. По завршетку рата школа је била доста оштећена и великим напором мештана и тадашњих учитеља доведена је у рад школске 1946/47. године. 
Године 1950. на предлог Повереништва за просвету и културу Корбово добило прву осмољетку у срезу Кључком. У јесен 1967. године Корбово добија нову школску зграду са четири учионице и неколико помоћних просторија. Школа је изграђена радом мештана села. За школу је купљен нов намештај, наставна средства и учила. Неколико година касније, тачније 1973. године отворена је ђачка кухиња. Фискултурна сала је почела са радом 1984. године за коју је набављен и целокупна опрема. 
У току последњих година изграђена је школа у подручном одељењу у Рткову, а изградњом ХЕ Ђердап II релоцирана је и школа у подручном оделењу Вајуга, где је изграђена потпуно нова школа са фискултурном салом и два двособна стана за наставнике. У Корбову су такође изграђена четири двособна стана за наставнике.

## Школа данас
У саставу матичне школе раде истурена одељења у Рткову и Вајузи, удаљени око 7 километара од Корбова, а виши разреди се из подручних одељења до матичне школе превозе свакодневно аутобусом.